# Coryphantha octacantha
Coryphantha octacantha là một loài thực vật có hoa trong họ Cactaceae. Loài này được (DC.) Britton & Rose mô tả khoa học đầu tiên năm 1923.